# Lagărul de concentrare Amersfoort
Lagărul de concentrare Amersfoort (în neerlandeză Kamp Amersfoort, în germană Durchgangslager Amersfoort) a fost un lagăr de concentrare nazist din Amersfoort, Țările de Jos. Numele oficial a fost „Polizeiliches Durchgangslager Amersfoort”, P.D.A. sau Lagărul de tranzit al poliției Amersfoort. Între anii 1941 și 1945 au fost deținuți aici peste 35.000 de prizonieri. Lagărul era situat în partea de sud a localității Amersfoort, între orașele Amersfoort și Leusden din zona centrală a Țărilor de Jos.

## Istoria timpurie
Kamp Amersfoort era în 1939 încă un complex de barăci folosite de Armata Țărilor de Jos în timpul exercițiilor militare din localitatea învecinată Leusderheide. Începând din 1941 el nu a funcționat ca un lagăr de tranzit, așa cum îi sugerează numele. Termenii „lagăr de pedeapsă” sau „lagăr de muncă” ar fi, de asemenea, mai potriviți. În timpul existenței lagărului mulți prizonieri au fost puși să lucreze în grupuri. În total, aproximativ 37.000 de prizonieri au fost înregistrați în evidențele Kamp Amersfoort.

## Două perioade: 1941-1943 și 1943-1945
Istoria lagărului poate fi separată în două perioade. Prima perioadă a început la 18 august 1941 și s-a încheiat în martie 1943. În martie 1943, toți prizonierii supraviețuitori ai primului transport, cu excepția a opt dintre ei, au fost transferați la Kamp Vught. Transferul de prizonieri la Vught a permis realizarea unei extinderi a lagărului Amersfoort. Menținerea lagărului, în ciuda construirii mai-noului Kamp Vught în ianuarie 1943, a apărut încă necesară pentru naziști.
În lagăr au fost deținuți prizonieri de război sovietici după invadarea URSS-ului în iunie 1941. Aici au fost aduși 101 prizonieri uzbeci pentru a fi arătați neerlandezilor în scopuri de propagandă; toți au murit în iarna anului 1941 sau au fost executați în pădurea din vecinătatea lagărului în aprilie 1942. 865 de prizonieri sovietici sunt îngropați în cimitirul Rusthof din apropiere.
Amersfoort a fost un lagăr de tranzit, de unde prizonierii erau trimiși în lagărele Buchenwald, Mauthausen și Neuengamme. În 15 iulie 1942 germanii au început deportarea evreilor din Amersfoort, Vught și Westerbork către lagărele de concentrare și de exterminare Auschwitz, Sobibor și Theresienstadt.

## Perioada 1943-1945

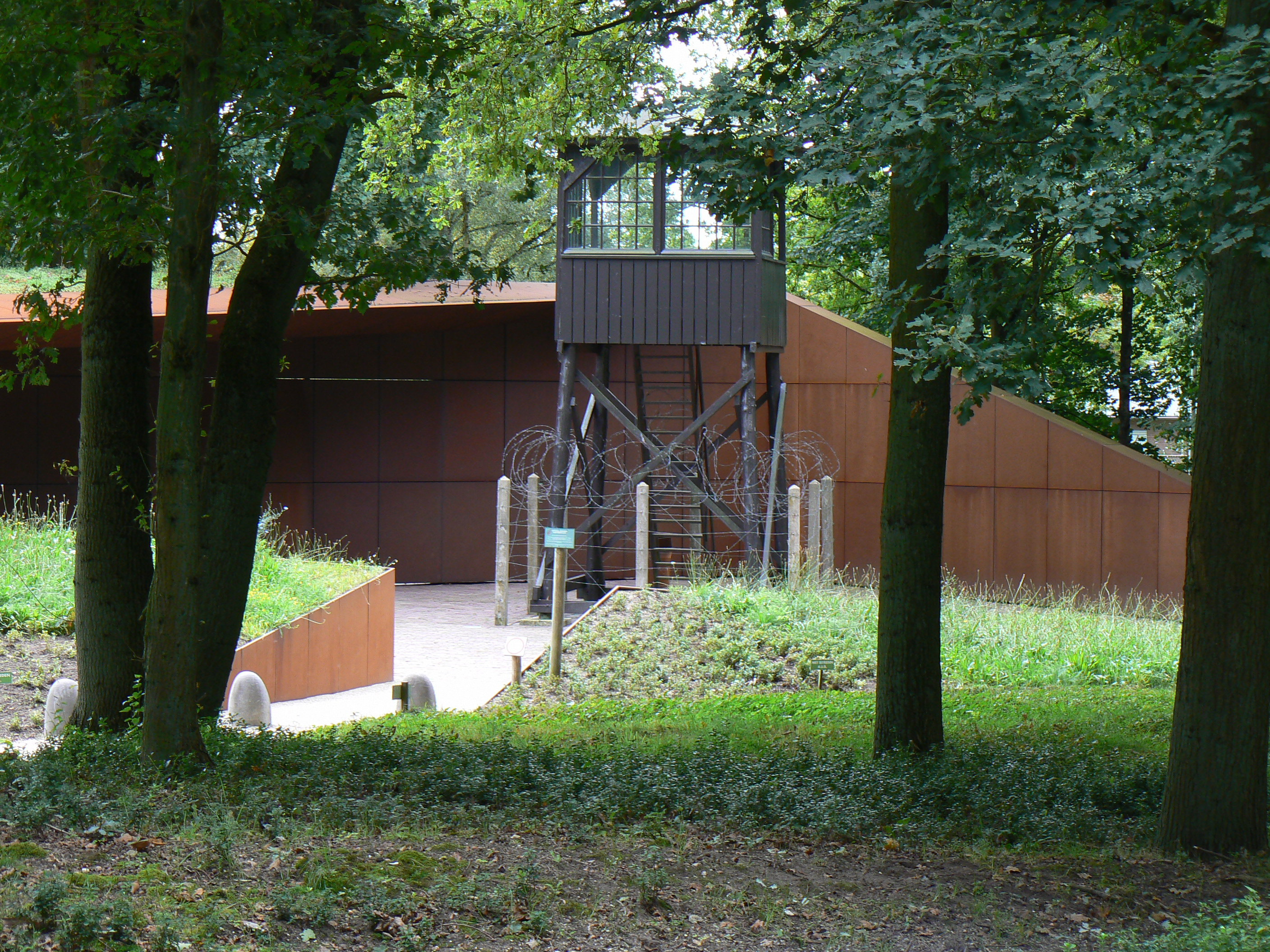
Turnul de pază

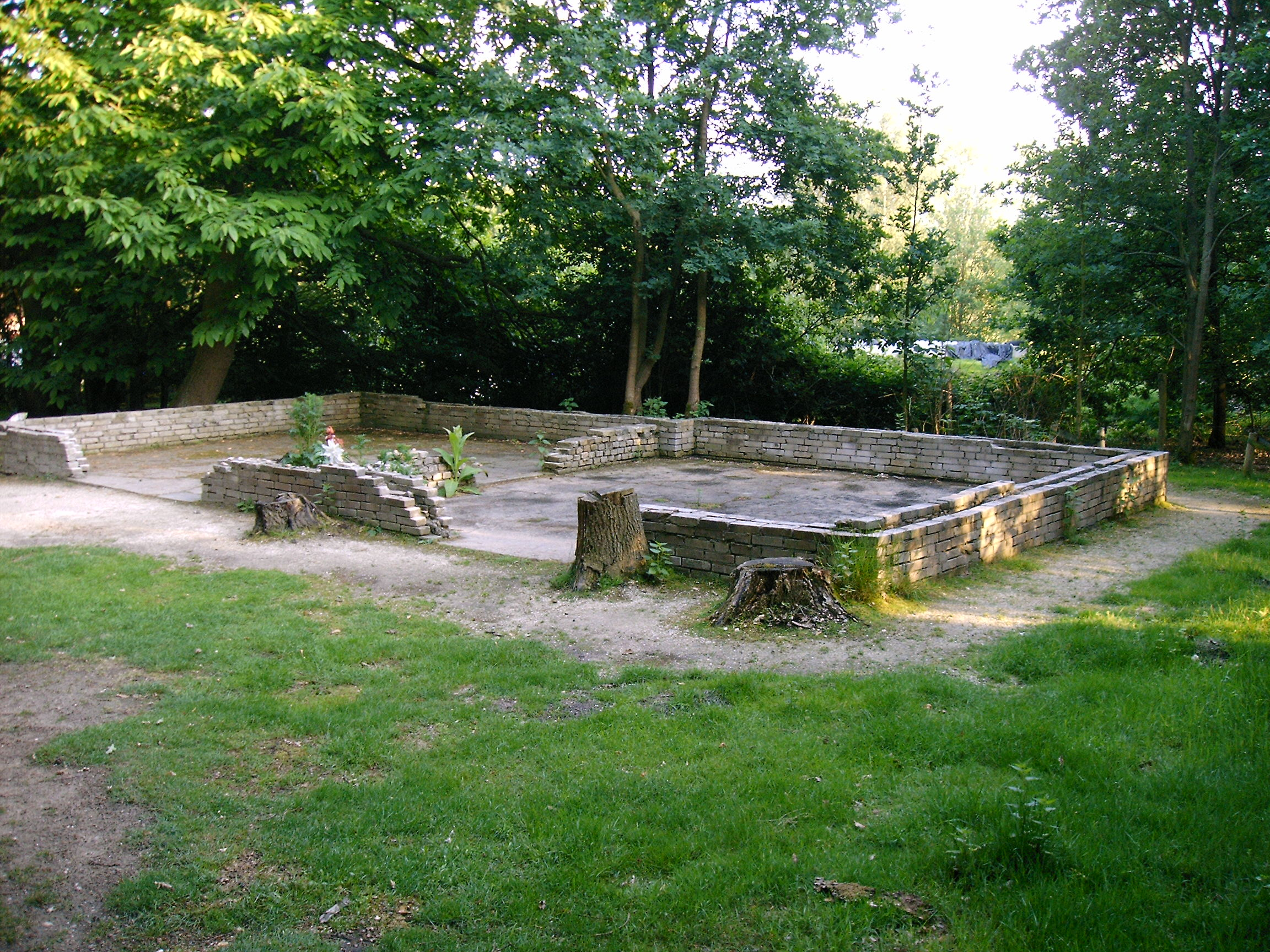
Ruinele morgii

Turnul de pază, așa cum este scris pe placa comemorativă, a fost construit prin aprilie/mai 1943, când a fost finalizată extinderea Kamp Amersfoort și au putut fi aduși deținuți din nou acolo. Kamp Amersfoort s-a schimbat puțin față de prima perioadă: capacitatea de găzduire a barăcilor a crescut și tranzitul prizonierilor a devenit mai rapid. Au rămas la fel anarhia, lipsa de igienă, lipsa de alimente, lipsa de asistență medicală și cruzimea gardienilor. Prezența Crucii Roșii Olandeze a adus o alinare miilor de prizonieri. Cea de-a doua perioadă s-a încheiat pe data de 19 aprilie 1945, când de administrarea lagărului a fost transferată lui Loes van Overeem de la Crucea Roșie în plecării intempestive a personalului german. Unitatea a rămas în funcțiune, sub auspiciile Crucii Roșii, până pe 7 mai, când soldații canadieni ai Armatei 1 Canadiene au ajuns aici pentru a elibera oficial lagărul. Soldații din Corpul I Canadian care luptau la nord de Arnhem au fost opriți la aproximativ o milă de la Amersfoort înainte de sfârșitul războiului, iar eliberarea a venit în ziua în care forțele germane din Țările de Jos au capitulat. Lagărul și zona înconjurătoare au fost administrate de către Divizia 1 Canadiană și apoi, din iunie 1945, de Divizia 3 Canadiană.

## Prizonierii din Amersfoort
Fluctuația ridicată a deținuților a făcut ca în lagăr să se afle un grup neomogen de prizonieri aduși de pri toate părțile Țărilor de Jos: evrei, martori ai lui Iehova, prizonieri de război din Uniunea Sovietică, membri ai rezistenței, clerici, speculanți, contrabandiști. În perioada 1941-1943, 8.800 de oameni au fost închiși în lagăr, din care 2.200 au fost deportați în Germania. În perioada 1943-1945, 26.500 de oameni au fost închiși, din care 18.000 au fost trimiși în lagăre din estul Germaniei precum Buchenwald și Natzweiler.
După redeschiderea lagărului în 1943, 70 de evrei din Kamp Vught și 600 de evrei din Kamp Westerbork de naționalitate britanică, americană și maghiară au fost trimiși pentru scurt timp la Amersfoort. Lor li s-au alăturat localnici care au încălcat Arbeitseinsatz (programul de muncă forțată), dezertori din Waffen SS, șoferi germani dezertori ai Nationalsozialistische Kraftfahr-Korps și membri NSB (Mișcarea Național-Socialistă din Țările de Jos) care au săvârșit infracțiuni.
Amersfoort a fost un loc brutal pentru prizonieri, iar Elie Cohen, care a fost transferat din Amersfoort către Westernork, a spus că „transferul din Amersfoort către Westerbork a fost ca un drum din iad către rai”. 

## Conducerea lagărului
Wachbataillon Nord-Vest (format din 6 companii, cu aproximativ 1200 de oameni în total) a fost comandat de către SS-Hauptsturmführer Paul Anton Helle. 
Prima dintre aceste șase companii a fost responsabilă cu administrarea Kamp Amersfoort, sub comanda SS-Obersturmführer Walter Heinrich. Această companie a fost împărțit în Kamp-SS (20 de oameni, selectați de către Heinrich) și Guard-SS (100 de oameni).
Primul comandant al lagărului a fost SS-Schutzhaftlagerführer I Hans Cornelis Stöver. De la 1 ianuarie 1943, comandantul lagărului a fost SS-Schutzhaftlagerführer II Karl Peter Berg. Berg era un om foarte crud, care a fost descris ca un „prădător care simțea o mare plăcere să provoace agonia altora. În timpul apelului îi plăcea să se strecoare neobservat printre rândurile de oameni și să surprindă pe cineva încălcând regulamentul, adică vorbind sau îndeplinind necorespunzător comanda. Cu un zâmbet mare, el își chinuia victima”.
Un alt funcționar superior al lagărului a fost SS-UnterSchutzhaftlagerführer Josef Johann Kotälla, un sadic notoriu care l-a înlocuit de multe ori pe Stöver în timpul absenței sale. Acest fost reprezentant de vânzări și pacient în mai multe rânduri al azilurilor psihiatrice a fost unul dintre cei mai infami gardieni SS din Amersfoort.
În 1948 comandantul lagărului și gardienii din Amersfoort au fost judecați și condamnați pentru crimele lor. Karl Peter Berg a fost condamnat la moarte și executat în 1949. Josef Johann Kotälla a fost, de asemenea, condamnat la moarte, dar pedeapsa i-a fost comutată mai târziu în închisoare pe viață. Împreună cu alți trei deținuți, el a devenit implicat în ceea ce a fost cunoscut sub numele de „Breda Four”, un grup de deținuți a căror posibilă eliberare a trezit sentimente adverse foarte puternice în rândul neerlandezilor. Kotälla nu a fost eliberat niciodată și a murit în închisoare.